# 孙昌璞
孙昌璞（1962年7月—），男，辽宁普兰店人，中国理论物理学家，中国科学院数理学部院士，中国北京计算科学研究中心研究员，中国科学院理论物理研究所研究员。

## 生平
1984年毕业于东北师范大学物理系，1987年获该校硕士学位，1992年于南开大学获博士学位。